# Cleopatra probando venenos en condenados a muerte
Cleopatra probando venenos en presos condenados a muerte es una obra de 1887 del pintor académico francés Alexandre Cabanel. Esta pintura sobre lienzo de 87,6 cm x 148 cm que muestra a la reina de Egipto Cleopatra sentada en un banco y observando los efectos de sus venenos en prisioneros condenados retorciéndose de dolor se encuentra actualmente en el Museo Real de Bellas Artes de Amberes.
En 1887, cuando el público parisino contempló por primera vez el cuadro, Cabanel, que siempre había tenido un fuerte gusto por los temas históricos y orientalistas, fue elogiado por la crítica y colmado de honores. Muchos coleccionistas internacionales se apresuraron a hacerse con el lienzo.
Catedrático de Bellas Artes, miembro de la Academia de Bellas Artes, Cabanel ya había sido miembro del jurado del Salón de París en dieciséis ocasiones y ha recibido tres medallas de honor. Por lo tanto, estaba en el apogeo de su arte cuando presentó su lienzo sobre Cleopatra ese año, su obra más conocida junto con El nacimiento de Venus. Él mismo la consideraba una de sus mejores obras.

## Descripción
Construido en dos partes, el cuadro presenta en primer plano a la reina Cleopatra sentada con las piernas estiradas en un diván, sobre el que se ha colocado una piel de tigre entera. El torso frontal pero la cabeza de perfil, para recordar a las pinturas egipcias. Cleopatra lleva la corona neret, un atavío de las reinas desde la IV dinastía. Esta corona representa un buitre: la cabeza del pájaro sobresale ligeramente por encima de la frente mientras que las alas enmarcan el rostro. Situada a la derecha del lienzo, la reina va acompañada de una sirvienta también desnuda de cintura para arriba y un brazo estirado en alto sosteniendo un abanico de plumas. A sus pies permanece acostado un majestuoso leopardo. Es un animal cuya compañía le encantaba a Cleopatra.

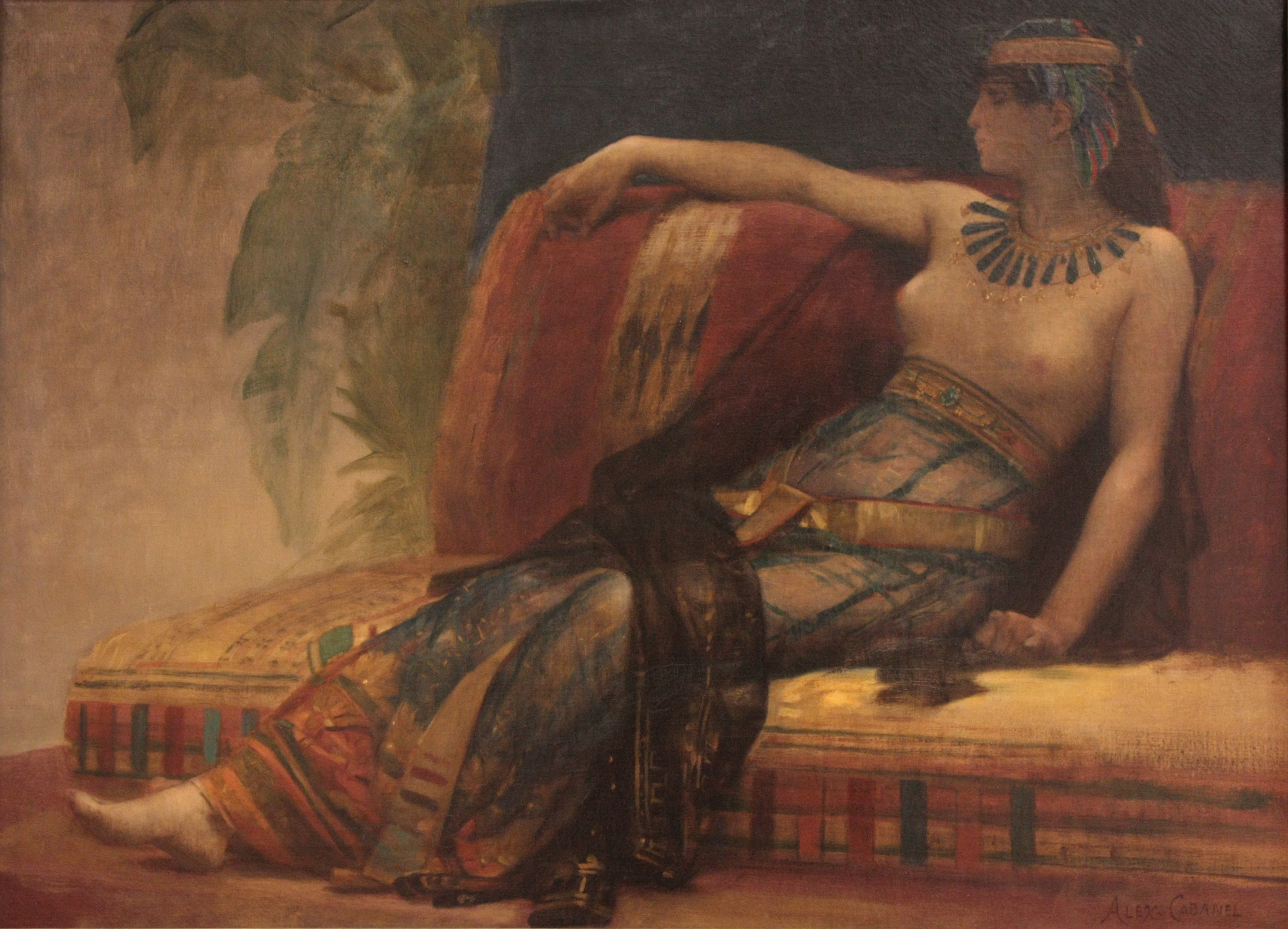
Estudio para Cleopatra (Museo de Bellas Artes de Béziers).

A la izquierda se extiende el fondo que contrasta con la pose indiferente de la reina. Los condenados a muerte se retuercen de dolor por los venenos que les dan. Si Cleopatra supo utilizar sus encantos para conseguir sus fines, también utilizó sus venenos. Aquí se ve a una mujer con un frasco en la mano izquierda, ante un esclavo tendido a sus pies agarrándose el estómago, con el rostro marcado por el dolor. Detrás de ellos, dos guardias se llevan el cadáver de un condenado. La crueldad de la escena se ve reforzada por el esplendor del palacio donde se cometen estas atrocidades. A la luz tamizada por un toldo sobre el patio, a los pies de jeroglíficos de suntuosos colores, se matan esclavos para la mejora de los venenos de la reina. La escena procede de Plutarco, que cuenta que actuó así antes de suicidarse, para saber qué sustancia provocaba la muerte más rápida y menos dolorosa.
Cleopatra, orgullosa, observa la escena distante. Con una mirada fría, parece insensible al dolor y al destino de estos esclavos moribundos.
Un estudio preparatorio para la pintura (figura de Cleopatra) se conserva en el Museo de Bellas Artes de Béziers.

## Influencia
Popularmente vista como una mujer fatal de la Antigüedad, Cleopatra fue muy representada en el siglo XIX. El interés por el Antiguo Egipto se había desatado debido a los estudios, descubrimientos y viajes arqueológicos que habían dado lugar a la egiptología. Por ejemplo, Cabanel se inspiró en las ilustraciones de David Roberts para recrear el escenario arquitectónico, agregando algunos elementos fantaseados para aumentar la sensación de lujo y decadencia. A su vez, Cleopatra probando venenos en presos condenados a muerte sirvió a finales del siglo XIX y primeros años del XX de inspiración para la ambientación de obras teatrales y películas mudas. Georges Hatot se inspiró en este cuadro de Cabanel para representar a Nerón envenenando a los esclavos, un cortometraje de 1896 o 1897 que es considerado el primer peplum de la historia del cine.
Esta concepción de la reina, que continuó en el siglo XX, en realidad es anacrónica y la muestra con atuendos y escenarios muy anteriores a su propia época; en el Egipto helenístico las clases altas habían adoptado la moda, arte y costumbres griegos.